# Jaynagar Majilpur
Jaynagar Majilpur là một thành phố và khu đô thị của quận South Twentyfour Parganas thuộc bang Tây Bengal, Ấn Độ.

## Nhân khẩu
Theo điều tra dân số năm 2001 của Ấn Độ, Jaynagar Majilpur có dân số 23.319 người. Phái nam chiếm 52% tổng số dân và phái nữ chiếm 48%. Jaynagar Majilpur có tỷ lệ 76% biết đọc biết viết, cao hơn tỷ lệ trung bình toàn quốc là 59,5%: tỷ lệ cho phái nam là 82%, và tỷ lệ cho phái nữ là 71%. Tại Jaynagar Majilpur, 10% dân số nhỏ hơn 6 tuổi.